# ليونارد فولك
ليونارد ويلز فولك (بالإنجليزية:Leonard Wells Volk) كانت نحات أمريكي (7 نوفمبر 1828 - 19 أغسطس 1895). الجدير بالذكر أنه لصنع واحدة من اثنين فقط من أقنعة حياة الرئيس الأمريكي إبراهام لينكولن. في عام 1867 ساعد في إنشاء أكاديمية شيكاغو للتصميم وشغل منصب رئيسها حتى عام 1878. وقدم العديد من التماثيل الضخمة الكبيرة، بما في ذلك ضريح سياسي ستيفن دوغلاس، وتماثيل من الارقام الحرب الأهلية الأمريكية.

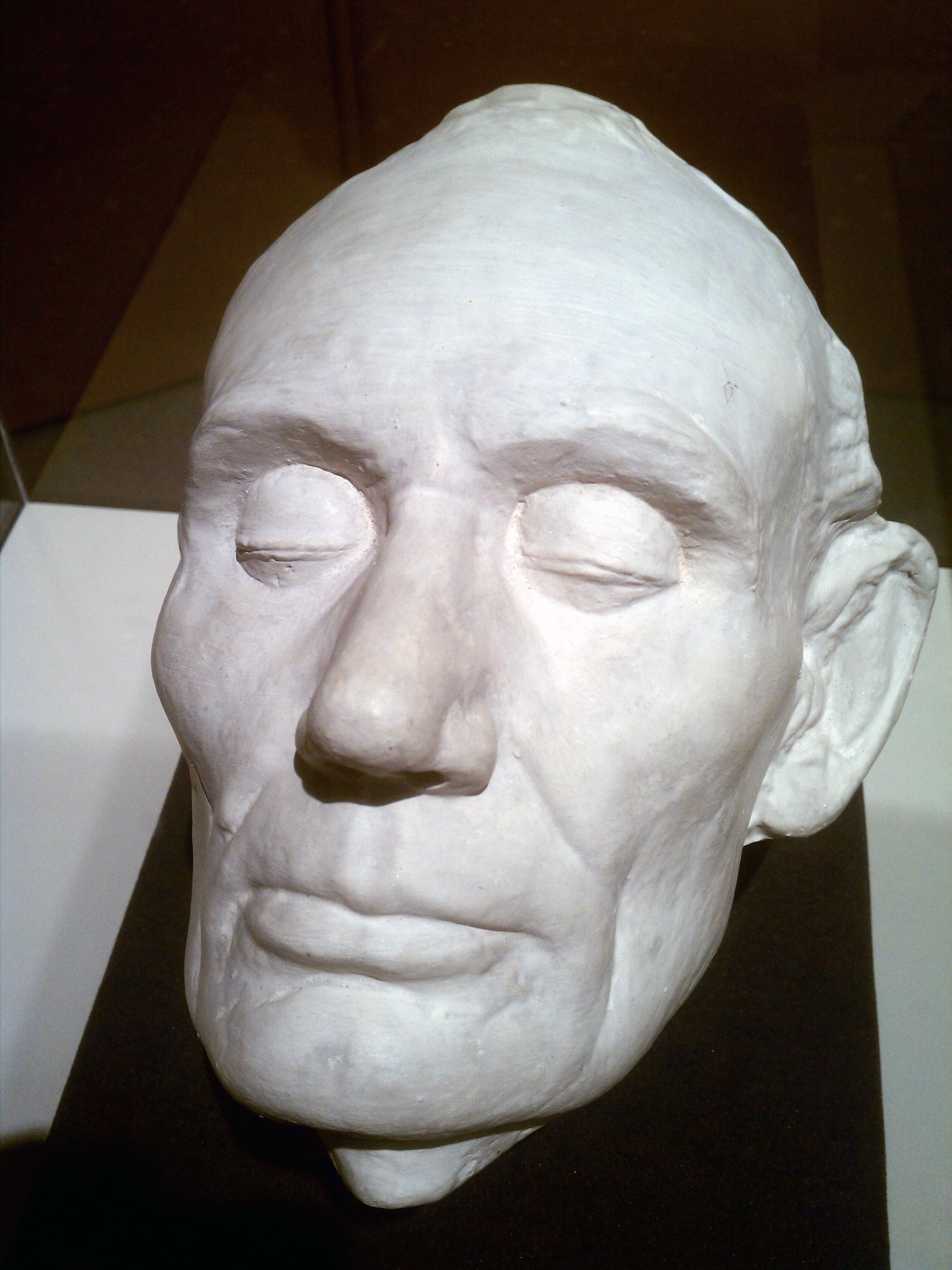
قناع حياة أبراهام لينكولن.